# (702) Alauda
(702) Alauda ist ein Asteroid des Hauptgürtels, der am 16. Juli 1910 vom deutschen Astronomen Joseph Helffrich in Heidelberg entdeckt wurde. 2007 wurde ein kleiner Begleiter namens Pichi üñëm entdeckt.
Der Asteroid ist nach der lateinischen Bezeichnung der Vogelfamilie der Lerchen (Alaudidae) benannt.